# Cyperus coriifolius
Cyperus coriifolius är en halvgräsart som beskrevs av Johann Otto Boeckeler. Cyperus coriifolius ingår i släktet papyrusar, och familjen halvgräs. Inga underarter finns listade i Catalogue of Life.